# واتارو تاكاجي
واتارو تاكاجي (高木 渉, Wataru Takagi) هو أحد شخصيات أنمي ومانغا المحقق كونان وعضو في شرطة طوكيو، حيث يظهر بشكل متكرر إلى جانب المفتش ميغوري. يتميز بنشاطه واجتهاده في العمل، على الرغم من أنه ليس ذكيًا للغاية. معروف بتواضعه وبأنه لا يثق كثيرًا بنفسه. يعمل إلى جانب زميلته الآنسة ساتو، التي يكن لها مشاعر، وهي تبادله الشعور ذاته.
على الرغم من أنه يحل بعض القضايا بمساعدة كونان، إلا أنه دائمًا ما يتبع أوامر الآنسة ساتو. يستغرب أحيانًا من ذكاء كونان وقدرته على حل الألغاز.

## خلفية عنه
هو عضو جديد في قسم التحقيقات الجنائية الأول في شرطة طوكيو، وقد انضم إلى القسم بعد قضية المفجر قبل حوالي ثلاث سنوات. مع ذلك، عندما اكتسب شينتشي كودو سمعته كمحقق، كانت بدايات تاكاجي في العمل تقريبًا منذ عامين. كان تاكاجي يتعلم تحت إشراف معلمه المحقق المخضرم داتي، الذي توفي قبل عام. في لحظاته الأخيرة، أعطى داتي دفتر ملاحظاته لتاكاجي، والذي كان يحتوي على خاتم مخبأ لصديقته ناتالي كوروما. احتفظ تاكاجي بدفتر ملاحظات داتي كتذكار وحافز ليصبح محققًا جيدًا مثل معلمه.
بعد مرور عام، أدرك تاكاجي أن صديقة داتي هي ناتالي، لكن كان الأوان قد فات لمنحها الخاتم، لأنها انتحرت بعد وقت قصير من وفاة داتي.
منذ انضمامه إلى القوة، كان تاكاجي مثل العديد من زملائه يحمل مشاعر رومانسية تجاه زميلته ميواكو ساتو. وعلى الرغم من أن ساتو أظهرت إعجابًا به أيضًا، شعر تاكاجي بالإحباط أحيانًا بسبب تعاملها الوثيق مع بعض زملائها الذكور الآخرين، مثل المفتش ميغوري، والذي كان بالنسبة لها بمثابة شخصية الأب بعد وفاة والدها وهي صغيرة جدًا.
مع مرور الوقت، وبفضل العديد من المواقف الخطيرة التي تعرضا لها معًا، تحولت علاقتهما المهنية إلى علاقة أكثر قربًا. على الرغم من تدخل بعض الضباط الآخرين، خاصة شيراتوري نيزابورو، إلا أن علاقتهما استمرت في التقدم.
تاكاجي، مثل العديد من المحققين الآخرين في القسم، تعرض لعدد من التجارب شبه المميتة خلال مسيرته، والتي شملت العديد من المواقف الخطيرة.
- مكبل اليدين إلى نافذة مستودع محترق.
- محاصرون في برج يحتوي على قنبلة للعد التنازلي.
- احتجاز الرهائن وإطلاق النار عليهم من قبل المجرم.
- تم تقييده على لوح خشبي داخل مبنى مكون من طابقين، لا يحتوي على سقف، وفيه قنبلة موقوتة مزودة بعداد تنازلي. في الخارج، تنخفض درجة الحرارة إلى -20 درجة مئوية، مما يزيد من صعوبة الموقف وخطورته.

على الرغم من إصابة تاكاجي باضطراب ما بعد الصدمة لفترة وجيزة في مرحلة ما، إلا أنه لا يزال يسعى بلا هوادة لتحقيق العدالة، حتى لو كان ذلك يعني تعريض حياته للخطر.

## شخصيته
في البداية، كان تاكاجي خجولًا ومتلعثمًا، لكنه مع مرور الوقت أظهر تفانيًا كبيرًا كعضو في قوة شرطة طوكيو، حيث يتطور باستمرار ويظهر إمكانيات واعدة كضابط متميز. يعد تاكاجي من بين الضباط الكثيرون الذين يثقون بأحكام كونان بشكل أكبر من الآخرين، وغالبًا ما يستمع إلى ملاحظاته أثناء التحقيقات للعثور على أدلة مهمة. في بعض الأحيان، يسمح لكونان بقيادة التحقيق، كما حدث في القضية التي جمعته مع ساتو عندما كانا مكبلين إلى المشتبه به الخطأ في الحمام، وهو مثال جيد على ثقته بكونان.
يتمتع تاكاجي بحدس قوي وإحساس عالٍ بالعدالة، ويظهر دائمًا التزامه بحماية الآخرين، وهو ما يعود جزئيًا إلى طبيعة عمله كضابط شرطة، وجزئيًا إلى تضحيته الذاتية التي تعد سمة رئيسية في شخصيته. رغم شعوره بالقلق في بعض الأحيان، إلا أنه دائمًا ما يتصرف بتهذيب واحترام، وخاصة تجاه شريكته ميواكو ساتو، التي يعتبرها أكبر منه ليس فقط في العمر ولكن أيضًا في الخبرة، ويكن لها احترامًا حقيقيًا.
من بين هواياته العزف على آلة الماراكا، كما أنه متابع مخلص لمشهد المصارعة الدولي، حيث يُعد من عشاق المصارعة. كما أبدى إعجابه بـ"الحركة النهائية" التي تنفذها ران، والتي تُعرف باسم "الساحرة اللامعة"، وهي حركة قتالية شهيرة مستوحاة من أحد المصارعين. بوجه عام، تشمل هواياته الفنون القتالية والرياضة.

## «قصة حب في مقر شرطة المدينة»
أفراد مركز شرطة طوكيو، بقيادة شيراتوري، أبدوا غيرة شديدة تجاه تاكاجي بسبب علاقة ساتو العاطفية معه. شيراتوري، الذي ينتمي إلى عائلة ثرية، كان يسعى لكسب قلب ساتو، في حين أن تاكاجي، الذي كان يشعر باليأس من التقرب إليها، حتى تخيل في لحظة من اليأس الطفل المستقبلي الذي قد ينجبانه معًا!
تتواصل الأحداث إلى أن يعترف تاكاجي بحبه لـ ساتو في الحلقة 535. أما شيراتوري، فقد وجد الفتاة التي كان يبحث عنها منذ زمن، وهي كوباياشي، معلمة كونان في المدرسة.

### حلقات قصة تاكاجي مع ساتو
- 146 قصة حب في مقر شرطة المدينة (الجزء الأول)
- 147 قصة حب في مقر شرطة المدينة (الجزء الثاني)
- 156 قصة الحب الثانية في مقر شرطة المدينة (الجزء الأول)
- 157 قصة الحب الثانية في مقر شرطة المدينة (الجزء الثاني)
- 205 قصة الحب الثالثة في مقر شرطة المدينة (الجزء الأول)
- 206 قصة الحب الثالثة في مقر شرطة المدينة (الجزء الثاني)
- 240 حادثة قطار الطلقة السريع (الجزء الأول )
- 241 حادثة قطار الطلقة السريع (الجزء الثاني)
- 253 قصة الحب الرابعة في مقر شرطة المدينة (الجزء الأول)
- 254 قصة الحب الرابعة في مقر شرطة المدينة (الجزء الثاني)
- 301 استعراض الشر والقداسة (الجزء الأول)
- 302 استعراض الشر والقداسة (الجزء الثاني )
- 304 مقر شرطة المدينة المضطرب: 12 مليون رهينة
- 358 قصة الحب الخامسة في مقر شرطة المدينة (الجزء الأول)
- 359 قصة الحب الخامسة في مقر شرطة المدينة (الجزء الثاني)
- 390 قصة الحب السادسة في مركز الشرطة (الجزء الأول)
- 391 قصة الحب السادسة في مركز الشرطة (الجزء الثاني)
- 431 قصة الحب السابعة في مركز الشرطة(الجزء الأول)
- 432 قصة الحب السابعة في مركز الشرطة(الجزء الثاني)
- 449 حفل الزفاف المزيف
- 487 قصة الحب الثامنة بين أفراد شرطة المدينة - الأصبع البنصر من اليد اليسرى
- 530 حقيقة شائعة المدينة - هوية رجل المطرقة الحقيقية (الجزء الأول)
- 531 حقيقة شائعة المدينة - هوية رجل المطرقة الحقيقية (الجزء الثاني)
- 532 جرح الحب الأول (الجزء الأول)
- 533 جرح الحب الأول (الجزء الثاني)
- 534 الندبة الجديدة ورجل الصفير
- 535 الندبة القديمة وروح الضابط
- 681 بث الحياة المعلقة بالحب ( بداية البث ) الجزء الأول
- 682 بث الحياة المعلقة بالحب ( حالة اليأس ) الجزء الثاني
- 683 بث الحياة المعلقة بالحب ( دخول المسرح ) الجزء الثالث